# Robert Lanz
Robert Lanz, né le 1er juillet 1896 à Paris et mort le 24 décembre 1965 à Genève, est un peintre, enlumineur et illustrateur français.

## Biographie
Robert Lanz est né dans une famille d'artiste, son père Alfred Lanz est déjà enlumineur et son grand-père Edouard Kinkelin est un peintre suisse.
Pierre Gaxotte qui l'appelait Stany parle de lui longuement dans "Les autres et moi" (1975).

## Ouvrages illustrés
- La Vierge et l'Enfant dans l'art français, aquarelles de Robert Lanz
- L'Eucharistie dans l'art, enluminures, 1946
- Montesquieu, Lettres persanes, collection Le Musée du livre, Paris, Crès et Cie, 1933, lettrines.
- Erckmann - Chatrian, Contes Fantastiques, Nourry éditeur, 1926.
- Rimbaud, Les Illuminations, Le Bateau ivre, projets d'illustrations non publiées, musée Rimbaud, Charleville[2].